# 1989-es Formula–1 mexikói nagydíj
Az 1989-es Formula–1 világbajnokság negyedik futama a mexikói nagydíj volt.

## Futam
| Helyezés | #  | Versenyző             | Csapat/Motor          | Futott körök | Idő/Kiesés oka  | Rajthely | Pontszám |
| -------- | -- | --------------------- | --------------------- | ------------ | --------------- | -------- | -------- |
| 1        | 1  | Ayrton Senna          | McLaren-Honda         | 69           | 1:35:21,431     | 1        | 9        |
| 2        | 6  | Riccardo Patrese      | Williams-Renault      | 69           | + 15,560        | 5        | 6        |
| 3        | 4  | Michele Alboreto      | Tyrrell-Ford          | 69           | + 31,254        | 7        | 4        |
| 4        | 19 | Alessandro Nannini    | Benetton-Ford         | 69           | + 45,495        | 13       | 3        |
| 5        | 2  | Alain Prost           | McLaren-Honda         | 69           | + 56,113        | 2        | 2        |
| 6        | 40 | Gabriele Tarquini     | AGS-Ford              | 68           | + 1 kör         | 17       | 1        |
| 7        | 10 | Eddie Cheever         | Arrows-Ford           | 68           | + 1 kör         | 24       |          |
| 8        | 26 | Olivier Grouillard    | Ligier-Ford           | 68           | + 1 kör         | 11       |          |
| 9        | 7  | Martin Brundle        | Brabham-Judd          | 68           | + 1 kör         | 20       |          |
| 10       | 8  | Stefano Modena        | Brabham-Judd          | 68           | + 1 kör         | 9        |          |
| 11       | 11 | Nelson Piquet         | Lotus-Judd            | 68           | + 1 kör         | 26       |          |
| 12       | 38 | Christian Danner      | Rial-Ford             | 67           | + 2 kör         | 23       |          |
| 13       | 21 | Alex Caffi            | Dallara-Ford          | 67           | + 2 kör         | 19       |          |
| 14       | 25 | René Arnoux           | Ligier-Ford           | 66           | + 3 kör         | 25       |          |
| 15       | 20 | Johnny Herbert        | Benetton-Ford         | 66           | + 3 kör         | 18       |          |
| Kiesett  | 23 | Pierluigi Martini     | Minardi-Ford          | 53           | Motorhiba       | 22       |          |
| Kiesett  | 27 | Nigel Mansell         | Ferrari               | 43           | Váltó           | 3        |          |
| Kiesett  | 9  | Derek Warwick         | Arrows-Ford           | 35           | Elektronika     | 10       |          |
| Kiesett  | 12 | Nakadzsima Szatoru    | Lotus-Judd            | 35           | Kicsúszás       | 15       |          |
| Kiesett  | 30 | Philippe Alliot       | Larrousse-Lamborghini | 28           | Helyezés nélkül | 16       |          |
| Kiesett  | 22 | Andrea de Cesaris     | Dallara-Ford          | 20           | Felfüggesztés   | 12       |          |
| Kiesett  | 28 | Gerhard Berger        | Ferrari               | 16           | Váltó           | 6        |          |
| Kiesett  | 36 | Stefan Johansson      | Onyx-Ford             | 16           | Erőátvitel      | 21       |          |
| Kiesett  | 5  | Thierry Boutsen       | Williams-Renault      | 15           | Elektronika     | 8        |          |
| Kiesett  | 3  | Jonathan Palmer       | Tyrrell-Ford          | 9            | Gázadagoló      | 14       |          |
| Kiesett  | 16 | Ivan Capelli          | March-Judd            | 1            | Erőátvitel      | 4        |          |
| NK       | 24 | Luis Perez-Sala       | Minardi-Ford          |              |                 |          |          |
| NK       | 15 | Maurício Gugelmin     | March-Judd            |              |                 |          |          |
| NK       | 29 | Yannick Dalmas        | Larrousse-Lamborghini |              |                 |          |          |
| NK       | 31 | Roberto Moreno        | Coloni-Ford           |              |                 |          |          |
| NeK      | 37 | Bertrand Gachot       | Onyx-Ford             |              |                 |          |          |
| NeK      | 33 | Gregor Foitek         | Euro Brun-Judd        |              |                 |          |          |
| NeK      | 17 | Nicola Larini         | Osella-Ford           |              |                 |          |          |
| NeK      | 39 | Volker Weidler        | Rial-Ford             |              |                 |          |          |
| NeK      | 34 | Bernd Schneider       | Zakspeed-Yamaha       |              |                 |          |          |
| NeK      | 35 | Szuzuki Aguri         | Zakspeed-Yamaha       |              |                 |          |          |
| NeK      | 18 | Piercarlo Ghinzani    | Osella-Ford           |              |                 |          |          |
| NeK      | 41 | Joachim Winkelhock    | AGS-Ford              |              |                 |          |          |
| NeK      | 32 | Pierre-Henri Raphanel | Coloni-Ford           |              |                 |          |          |

## Statisztikák
Vezető helyen: Ayrton Senna 69 (1-69)
Ayrton Senna 17. győzelme, 33. pole-pozíciója, Nigel Mansell 11. leggyorsabb köre.
- McLaren 73. győzelme.

Ayrton Senna 33. pole-pozíciójával beállította Jim Clark 1968-as rekordját.